# Костас Лапавицас
Константинос (Костас) Лапавицас (на гръцки: Κωνσταντίνος, Kώστας Λαπαβίτσας) е гръцки икономист, професор по икономика в Училището за източни и африкански изследвания на Лондонския университет, депутат в Гръцкия парламен в 2015 година от лявата Коалиция на радикалната левица (СИРИЗА). През август 2015 година Лапавицас преминава в партията Народно единство.

## Academic career
Роден е на 20 януари 1961 година в Солун, но по произход е от Негуш. В 1982 година получава магистърска степен от Лондонското училище по икономика и политически науки, а в 1986 година докторска степен от Биркбек. От 1999 година преподава икономика в Училището за източни и африкански изследвания на Лондонския университет, първоначално като лектор, а от 2008 година като професор.

## Политическа кариера
Лапавицас е известен критик на къвременната западна финансова система, в частност на управлението на Финансовата криза в Гърция, Дълговата криза в еврозоната и Европейския съюз. Той е колумнист на британския вестник „Гардиън“. В 2007 година той основава „Проучване на парите и финансите“ (Research on Money and Finance), международна мрежа от политически икономисти, фокусрана върху парите, финансите и еволюцията на съвременния капитализъм.
От 2011 година Лапавицас заедно с други гръцки икономисти стои на силно евроскептични позиции и настоява за завръщане към драхмата, като отговор на гръцката дългова криза. На 2 март 2015 година Лапавицас пише в „Гардиан“, че прекратяването на политиката на строги икономии в Гърция и избягването на сблъсък с еврозоната е невъзможна задача за новото гръцко правителство.
През юли 2015 година Лапавицас подкрепя Джереми Корбин в кампанията му за лидер на Лейбъристката партия във Великоританияs, казвайки: „Ако той успее – а аз се надявам да го направи – той е точно това, от което Великобритания има нужда, това, от което Лейбъристката партия има нужда. Мисля, че това ще бъде много важен ход за останалата част от Европа и за Гърция. Това би дало тласък на начина на мислене, който би бил необходим в останалата част на Европа, който за съжаление липсва в момента. Това би било най-доброто нещо излязло от Великобритания към Европа от дълго време.“

### Книги
- на английски Lapavitsas, Costas. The State of Capitalism: Economy, Society, and Hegemony.   Verso Books, 29 August 2023. ISBN 978-1-83976-785-2.
- на английски The Left Case Against the EU (Polity Press, 2018). ISBN 9781509531066
- на английскиMarxist Monetary Theory: Collected Papers (Brill, 2017). ISBN 978-90-04-27270-5
- на гръцки Word for word: Writings on the Greek Crisis (Athens: Topos Press, 2014). ISBN 978-9-60499-096-2
- на английски Profiting Without Producing: How Finance Exploits Us All (2013). ISBN 9781781681411
- на английски Crisis in the Eurozone (2012). ISBN 9781844679690
- на английски Financialisation in Crisis (Brill, 2012). ISBN 978-90-04-20107-1
- на испански El capitalismo financiarizado Expansión y crisis Архив на оригинала от 2024-02-23 в Wayback Machine. (2009). ISBN 978-84-936641-8-3
- на английски редактор с Макото Ногучи, Beyond Market-Driven Development (Routledge, 2004). ISBN 978-0-415-64606-2
- на английски Social Foundations of Markets, Money and Credit (Routledge, 2003). ISBN 978-1-13-881080-8
- на английски съавтор с Макото Итох, Political Economy of Money and Finance. (London-Basingstoke: Macmillan, 1998). ISBN 9780333665220

### Интервюта
- на английски "Greece: Phase Two", Jacobin (12 March 2015).
- на английски Costas Lapavitsas on HARDtalk, BBC (12 January 2015).
- на английски "The Credit Crunch", International Socialism 117 (Winter 2008).

### Статии
- на английски Costas Lapavitsas в „Гардиън“
- на английски Costas Lapavitsas в „Джакобин“

### Публични лекции
- на английски "Profiting Without Producing: How Finance Exploits Us All ", Boston University (5 March 2014). Retrieved 16 December 2023.